# After Dark (pel·lícula de 1915)
After Dark és una pel·lícula muda estatunidenca dirigida per Frederick A. Thomson, i interpretada per Alec B. Francis, Eric Maxon i Dorothy Green, entre d'altres. Va ser una de les pel·lícules produïdes per la William A. Brady Plays i distribuïdes per la World FIlm Corporation durant el seu primer any d'existència. Va ser estrenada el 12 de juliol de 1915. Està basada en l'obra de teatre homònima de Dion Boucicault. El productor de la pel·lícula, William A. Brady, havia interpretat el paper principal en la producció teatral quan l'obra es va estrenar a Nova York. Part de les escenes van ser rodades pels carrers de Nova York i la crítica lamentava els molts transeünts que es veien a la pel·lícula observant la càmera.

## Argument
Durant la Guerra hispano-estatunidenca, el lloctinent Richard Bellamy deserta amb els fons del seu regiment a les Filipines, torna a Amèrica i sedueix l'esposa del seu camarada. el capità Frank Dalton. Quan Dalton torna a casa descobreix la infidelitat de la seva esposa i, aclaparat pel descobriment, es converteix en un rodamón alcohòlic que sobreviu venent i dormint al carrer. Tothom el coneix amb el nom de Old Tom.
Després que Bellamy abandoni la Sra. Dalton, que mor, pren Fanny, la filla dels Dalton, sota la seva protecciói s'associa amb Norris, un jugador. Els dos homes fan xantatge a George Medhurst per forçar-lo a falsificar un xec a nom del seu pare. Medhurst s'enamora de Fanny, i es casa amb ella després que el seu pare mori deixant-li una herència. No obstant això, Medhurst abandona Fanny al descobrir que el testament especifica que per poder heretar s'ha de casar amb la persona estipulada pel seu pare, Rose Edgerton.
Bellamy i Norris volen eliminar Fanny per poder aconseguir aquests diners però Old Tom salva Fanny d'ofegar-se al riu. També salva Medhurst de ser atropellat pel metro, quan Bellamy i Norris l'abandonen a la via. Els dos malfactors són descoberts pel xec falsificat i arrestats. Rose dona a Medhurst la seva herència, aconsellant-li que torni amb Fanny, i Old Tom vingui va a viure amb la seva filla i el seu nou gendre.

## Repartiment
- Alec B. Francis (Capità Frank Dalton/ Old Tom)
- Eric Maxon (Capità Gordon Chadley)
- Melville Stewart (Major Warren)
- Dorothy Green (Mrs. Dalton/ Fanny Dalton)
- Norman Trevor (lloctinent Richard Bellamy)
- J. H. Goldworthy (George Medhurst)
- Charles Dungan (John Medhurst)
- Bertram Marburgh (Norris)
- Kathryn Adams (Rose Edgerton)